# 코스타스 할키아스
콘스탄티노스 "코스타스" 할키아스(그리스어: Κωνσταντίνος "Κώστας" Χαλκιάς, 1974년 5월 30일 ~ )는 그리스의 전 축구 선수로, 포지션은 골키퍼이다. 2010 남아공 월드컵에 참가한 바 있다.